# 粕谷昌央
粕谷 昌央（かすや まさお、1965年9月4日 - ）は、日本中央競馬会・美浦トレーニングセンターに所属している調教師。

## 来歴
1986年、5月に日本中央競馬会競馬学校厩務員課程に入学し、卒業後の9月から美浦・小西登厩舎所属の厩務員となり、11月には美浦・栗田博憲厩舎に移って調教助手に転身。この間ヤマニンゼファー、アイリッシュダンスなどの実績馬を担当している。
2001年、5月より美浦・佐藤征助厩舎所属となる。
2004年、3月より美浦・本間忍厩舎所属となる。
2007年、2月に調教師免許を取得する。
2008年、3月1日付で厩舎を18馬房で開業した。同日には鹿戸雄一厩舎、松山将樹厩舎、野中賢二厩舎も開業している。開業時の管理馬には定年解散となった矢野進厩舎からの移籍馬5頭が含まれている。

## 調教師成績
|            | 日付          | 競馬場・開催  | 競走名                     | 馬名               | 頭数 | 人気 | 着順 |
| ---------- | ------------- | ------------- | -------------------------- | ------------------ | ---- | ---- | ---- |
| 初出走     | 2008年3月8日  | 2回中山3日7R  | 3歳上500万下               | エフティアクトレス | 15頭 | 10   | 3着  |
| 初勝利     | 2008年4月6日  | 3回中山4日3R  | 3歳未勝利                  | カカロット         | 13頭 | 2    | 1着  |
| 重賞初出走 | 2009年4月11日 | 3回中山5日11R | ニュージーランドトロフィー | スガノメダリスト   | 16頭 | 7    | 7着  |
| 重賞初勝利 | 2019年5月11日 | 3回京都7日8R  | 京都ハイジャンプ           | シゲルヒノクニ     | 10頭 | 8    | 1着  |
| GI初出走   | 2009年5月10日 | 2回東京6日11R | NHKマイルカップ            | スガノメダリスト   | 18頭 | 12   | 15着 |
| GI初勝利   |               |               |                            |                    |      |      |      |

### 主な管理馬
※括弧内は当該馬の優勝重賞競走、太字はGI級競走。
- シゲルヒノクニ （2019年京都ハイジャンプ）

## 人物・エピソード
- 技術調教師時代の2007年7月にキャッシュコールマイルに出走するためにアメリカに遠征したディアデラノビアに帯同してアメリカに渡ったことがある。これは角居勝彦と古い知り合いだったことから誘われたという経緯がある。